# Bofors 57 mm

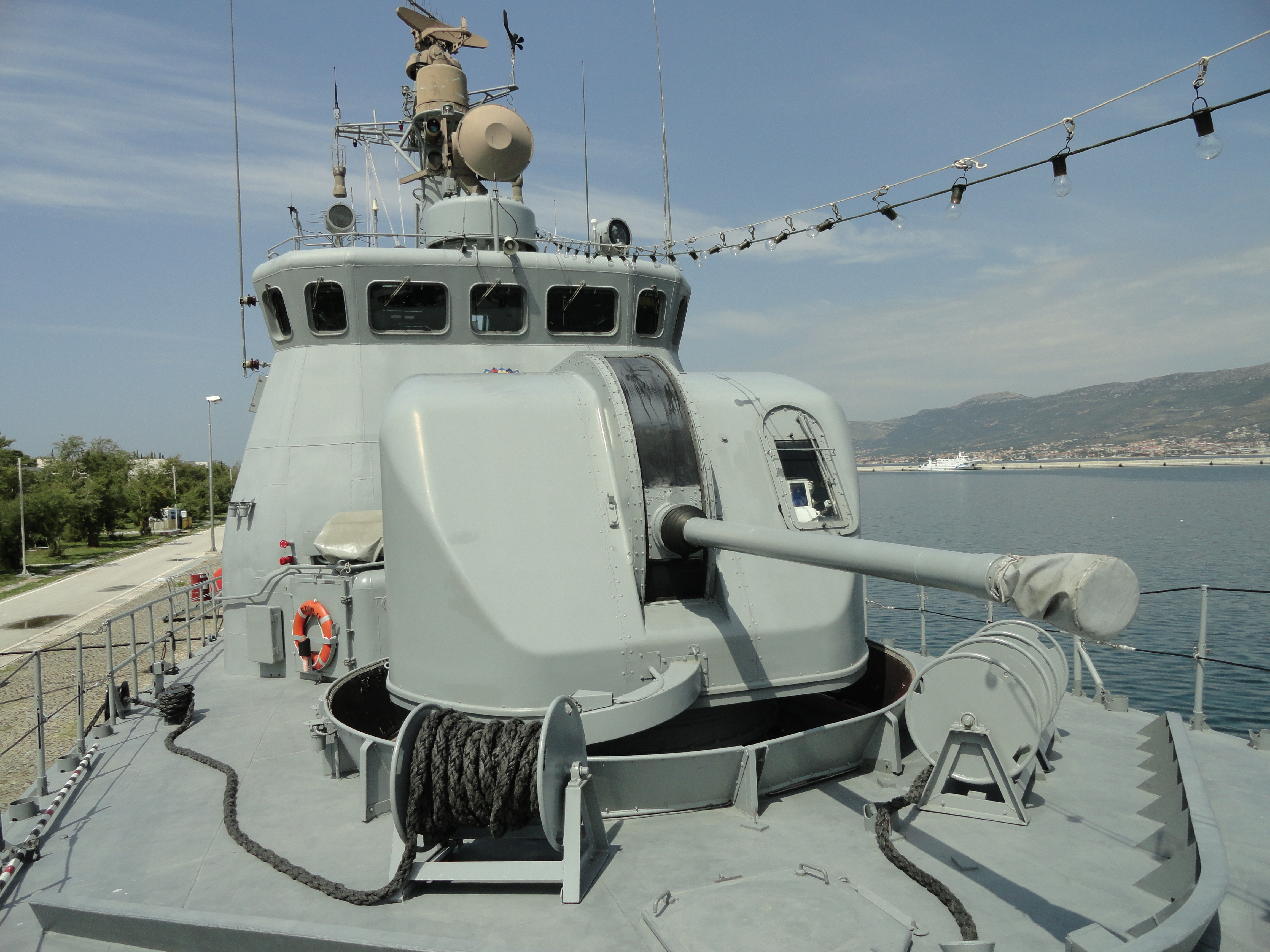
Cañón Bofors 57 mm, montado sobre una patrulla naval.

El cañón Bofors 57 mm es una familia de cañones navales de doble propósito diseñados y producidos por el fabricante de armas sueco AB  Bofors (desde marzo de 2005 parte de BAE Systems AB).
Diseñado en 1964 como una evolución de los 57 mm lvakan M/50 utilizados en los destructores de la clase Halland, la producción de la línea de base de los cañones 57 mm variante Mark 1 se inició en 1966 y fueron usados inicialmente para equipar pequeñas embarcaciones de patrulla costera así como naves de ataque rápido. 
El cañón se controla de forma remota, por lo general mediante un ordenador de control de fuego, sin embargo como una medida de redundancia la tripulación también puede entrenar y apuntar el cañón utilizando tableros de instrumentos que están ya sea dentro o en contacto directo con el arma. A pesar de la Marina sueca es el usuario principal de este cañón, es ampliamente exportado por Bofors Defence para su uso por las armadas de Brunéi, Canadá, Croacia, Finlandia, Indonesia, Irlanda, Malasia, México, Montenegro, Perú, Singapur, Tailandia y los Estados Unidos.

## Diseño y desarrollo
El cañón fue actualizado y mejorado varias veces. La versión inicial del cañón Bofors 57 mm L70 fue la Mark 1, introducida en servicio en las naves de ataque rápido (FAC) clase Spica de la marina de guerra sueca en 1966. Tiene una cadencia de fuego de 200 disparos por minuto y una reserva de 40 municiones dentro de la torreta del cañón con otras 128 rondas estibadas en el interior de la embarcación. Con pequeñas modificaciones, el cañón Mark 1 puede usar municiones desarrollados para la versión Mark 2.
La primera versión mejorada fue la Mark 2 en 1981 en la que se redujo drásticamente el peso e introdujeron nuevos servos estabilizadores. La versión Mark 3 se produjo en 1995, con modificaciones para permitir el uso de la munición inteligente en desarrollo.

## Munición
Las municiones para el cañón Bofors 57 mm son producidas por Bofors, Sako Limited en Finlandia, SME Ordnance en Malasia y Nammo en Noruega. 
En 2006, BAE Systems AB comenzó a ofrecer el Bofors 57 mm 3P munición programable para cualquier objetivo, lo que permite tres modos de espoleta de proximidad, así como ajustes de tiempo, impacto y la función de perforación de blindaje. Esto aumenta la flexibilidad y la eficacia del sistema, lo que ha reducido aún más el tiempo de reacción del cañón siendo posible seleccionar el modo de munición en el momento del disparo, dándole la capacidad de cambiar rápidamente entre objetivos de superficie, blancos aéreos, y objetivos en tierra

## Variantes
Bofors 57 mm Mk 1, Bofors 57 mm Mk 2, Bofors 57 mm Mk 3, Mk 110 57 mm